# Lista de estações do Metrô de Tunis

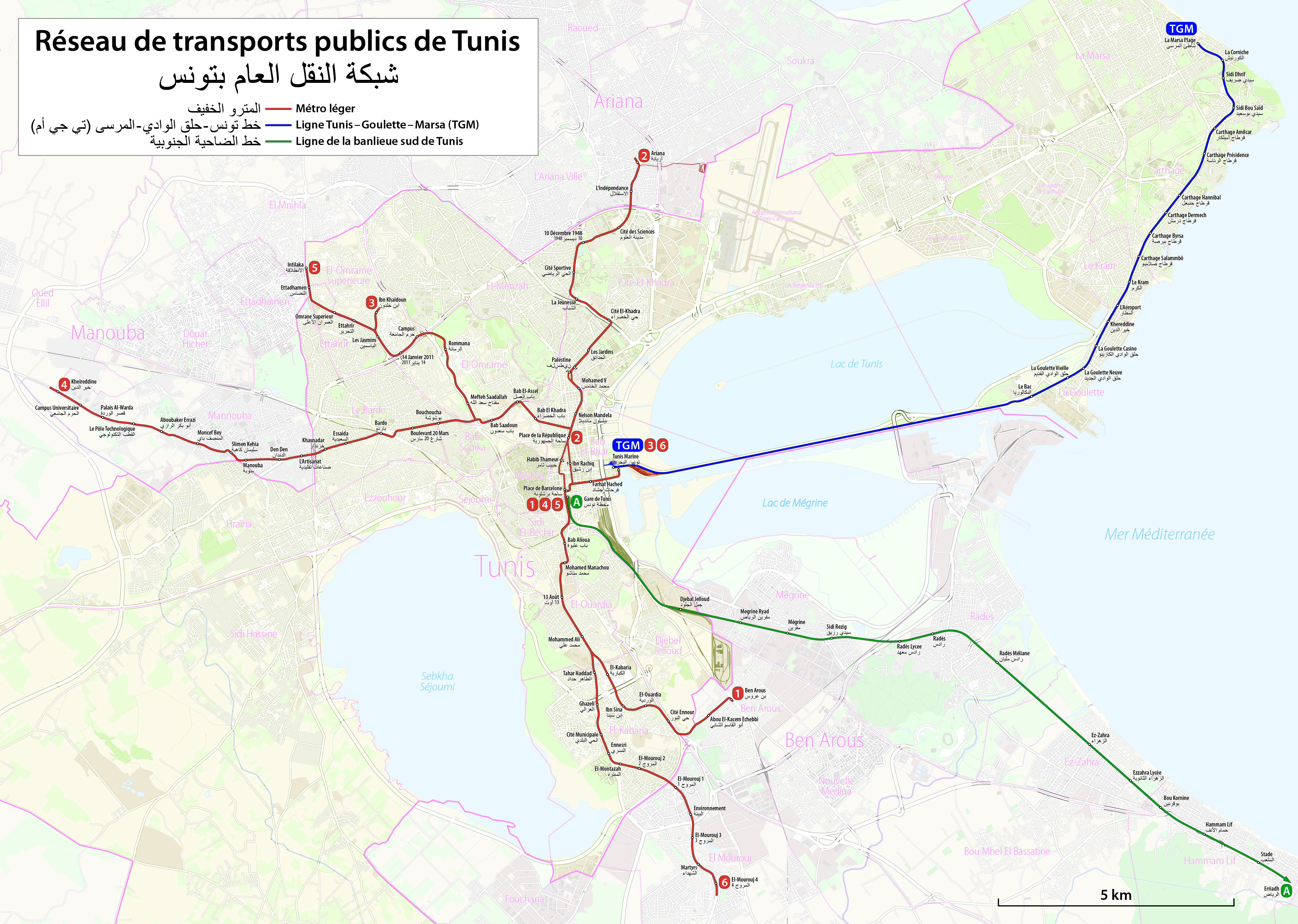
Metrô em 2019.

Esta página lista de estações do Metrô de Túnis: 

## Linha 1
A linha 1 tem início em 1985. 
- Ben Arous
- A. Chabbi
- Cité Ennour
- Oueridia
- Ibn Sina
- Kabaria
- Mohamed Ali
- 13 Août
- Mohamed Manachou
- Bab Aleoua
- Place de Barcelone 
  - Intercâmbio com Lines 2.5 Ferrovia Estatal Tunisiana
- Farhat Hached 
  - Intercâmbio com a Linha 4
- Tunis Marine Marine Tunes 
  - Intercâmbio com a Linha 4 e TGM

## Linha 2
Linha 2 tem início em 1989. 
- Ariana
- L'Indépendance
- Fell Caiu
- 10 Decembre 1948
- Cité Sportive
- La Jeunesse
- Cité El Khadra
- Cité Jardins
- Palestine
- Mohamed V
- Nelson Mandela
- Place de la République 
  - Intercâmbio com Linhas 3.5
- Habib Thameur  
  - Serve apenas em direção Ariana, intercâmbio com Linhas 3.5
- Ibn Rachiq 
  - Serve apenas em direcção a Place de Barcelone, intercâmbio com Linhas 3.5
- Place de Barcelone
- Intercâmbio com Linhas 1, 3-5 e Ferrovia Estatal Tunisiana

## linha 3
- Cité Ibn Khaldoun 
  - Intercâmbio com a Linha 5
- Campus 
  - Intercâmbio com a Linha 5
- Jebel Lahmar 
  - Intercâmbio com a Linha 5
- Meftah Saadallah 
  - Intercâmbio com a Linha 5
- Bab Saadoune 
  - Intercâmbio com Linhas 4 e 5
- Bab el Assel Bab el Assel
- Intercâmbio com Linhas 4 e 5
- Bab el Khadra
- Intercâmbio com Linhas 4 e 5
- Place de la République  
  - Intercâmbio com  as linhas 2, 4 e 5
- Habib Thameur
- *Serve apenas em  direção à Cité Ibn Khaldoun, intercâmbio com linhas 2, 4 e 5
- Ibn Rachiq Ibn Rachiq 
  - Serve apenas em direcção a Place de Barcelone, intercâmbio com linhas 2, 4 e 5
- Place de Barcelone 
  - Intercâmbio com Linhas 1, 2, 4, 5 e Ferrovia Estatal Tunisiana

## Linha 4
- Den
- L'Artisanat
- Khasnadar
- Bardo 
  - Intercâmbio com Ferrovia Estatal Tunisiana
- Blvd. 20 Mars
- Bouchoucha
- Bab Saadoun 
  - Intercâmbio com Linhas 3 e 5
- Bab el Assel 
  - Intercâmbio com Linhas 3 e 5
- Bab el Khadra 
  - Intercâmbio com Linhas 3 e 5

Place de la République 
- - Intercâmbio com Linhas 2, 3 e 5
- Habib Thameur 
  - Serve apenas em direcção Den Den, intercâmbio com Linhas 2, 3 e 5
- Ibn Rachiq 
  - Serve apenas em direção à Tunis Marine, com o intercâmbio Linhas 2, 3 e 5
- Place de Barcelone 
  - Intercâmbio com Linhas 1-3, 5 e Ferrovia Estatal Tunisiana
- Farhat Hached 
  - Intercâmbio com a Linha 1
- Tunis Marine 
  - Intercâmbio com a Linha 1 e TGM

## Linha 5
- El Intilaka
- Ettadhamen
- Cité Ettahrir
- Cité Ibn Khaldoun 
  - Intercâmbio com a Linha 3
- Campus 
  - Intercâmbio com a Linha 3
- Jebel Lahmar 
  - Intercâmbio com a Linha 3
- Meftah Saadallah 
  - Intercâmbio com a Linha 3
- Bab Saadoune 
  - Intercâmbio com Linhas 3 e 4
- Bab el Assel
  - Intercâmbio com Linhas 3 e 4
- Bab el Khadra 
  - Intercâmbio com Linhas 3 e 4
- Place de la République 
  - Intercâmbio com Lines 2.4
- Habib Thameur  
  - Serve apenas em direção à El Intilaka, com o intercâmbio Lines 2.4
- Ibn Rachiq 
  - Serve apenas em *direção a Place de Barcelone, intercâmbio com Linhas 2.4
- Place de Barcelone
- Intercâmbio com Ferrovia Estatal Tunisiana